# Mordellina misella
Mordellina misella es una especie de coleóptero de la familia Mordellidae.

## Distribución geográfica
Habita en Angola.